# Noah Mbamba
Noah Mbamba-Muanda (Ixelles, 5 gennaio 2005) è un calciatore belga, difensore o centrocampista del Dender in prestito dal Bayer Leverkusen.

## Caratteristiche tecniche
Utilizzato come mediano nelle giovanili del Genk, con il passaggio al Club Bruges arretra la posizione sulla linea difensiva, dove può agire sia in una difesa a 3 sia a 4. Abile negli anticipi e forte fisicamente, è bravo nell'impostazione del gioco dalle retrovie.
Nel 2022, è stato inserito nella lista "Next Generation" dei sessanta migliori talenti nati nel 2005, redatta dal quotidiano inglese The Guardian.

## Carriera

### Club
Nato in Belgio da una famiglia di origini congolesi, dopo gli inizi nel Vilvorde e nel Woluwe Zaventem nel 2018 entra a far parte del settore giovanile del Genk.
Nel 2020 viene acquistato dal Club Bruges che lo aggrega inizialmente alla formazione Under-23 impegnata in seconda divisione; debutta il 22 gennaio 2021 in occasione dell'incontro di Proximus League perso 3-1 contro il Lierse Kempenzonen.
Il 12 febbraio rinnova il proprio contratto fino al 2023 ed il 23 maggio seguente debutta in prima squadra in occasione dell'incontro di Pro League perso 2-1 contro il Genk.
Il 17 luglio viene schierato titolare nel match di Supercoppa del Belgio vinto 3-2 contro il Genk, dove disputa una buona prestazione sulla linea dei centrocampisti. Il 19 ottobre seguente debutta anche in Champions League giocando i minuti finali dell'incontro della fase a gironi perso 5-1 contro il Manchester City.
Il 14 gennaio 2023, il Bayer Leverkusen annuncia l'acquisto di Mbamba, che firma un contratto valido fino al 30 giugno 2028 con la società tedesca.

### Nazionale
Ha giocato nelle nazionali giovanili belghe Under-15, Under-19 ed Under-21.

## Statistiche

### Presenze e reti nei club
Statistiche aggiornate al 19 ottobre 2024.
| Stagione                | Squadra                 | Campionato              | Campionato | Campionato | Coppe nazionali | Coppe nazionali | Coppe nazionali | Coppe continentali | Coppe continentali | Coppe continentali | Altre coppe | Altre coppe | Altre coppe | Totale | Totale |
| Stagione                | Squadra                 | Comp                    | Pres       | Reti       | Comp            | Pres            | Reti            | Comp               | Pres               | Reti               | Comp        | Pres        | Reti        | Pres   | Reti   |
| ----------------------- | ----------------------- | ----------------------- | ---------- | ---------- | --------------- | --------------- | --------------- | ------------------ | ------------------ | ------------------ | ----------- | ----------- | ----------- | ------ | ------ |
| 2020-2021               | Club NXT                | D2                      | 11         | 0          | -               | -               | -               | -                  | -                  | -                  | -           | -           | -           | 11     | 0      |
| 2022-gen. 2023          | Club NXT                | D2                      | 9          | 3          | -               | -               | -               | -                  | -                  | -                  | -           | -           | -           | 9      | 3      |
| 2020-2021               | Club Bruges             | D1                      | 1          | 0          | CB              | 0               | 0               | -                  | -                  | -                  | -           | -           | -           | 1      | 0      |
| 2021-2022               | Club Bruges             | D1                      | 14         | 0          | CB              | 3               | 0               | UCL                | 3                  | 0                  | SB          | 1           | 0           | 21     | 0      |
| 2022-gen. 2023          | Club Bruges             | D1                      | 2          | 0          | CB              | -               | -               | UCL                | -                  | -                  | SB          | 1           | 0           | 3      | 0      |
| Totale Club Bruges      | Totale Club Bruges      | Totale Club Bruges      | 17         | 0          |                 | 3               | 0               |                    | 3                  | 0                  |             | 2           | 0           | 25     | 0      |
| gen.-giu. 2023          | Bayer Leverkusen        | BL                      | 1          | 0          | CG              | -               | -               | UCL+UEL            | -                  | -                  | -           | -           | -           | 1      | 0      |
| 2023-2024               | Bayer Leverkusen        | BL                      | 3          | 0          | CG              | 1               | 0               | UEL                | 2                  | 0                  | -           | -           | -           | 6      | 0      |
| Totale Bayer Leverkusen | Totale Bayer Leverkusen | Totale Bayer Leverkusen | 4          | 0          |                 | 1               | 0               |                    | 2                  | 0                  |             | -           | -           | 7      | 0      |
| 2024-2025               | F. Düsseldorf II        | RL                      | 1          | 1          | -               | -               | -               | -                  | -                  | -                  | -           | -           | -           | 1      | 1      |
| 2024-2025               | Fortuna Düsseldorf      | 2L                      | 5          | 0          | CG              | 1               | 0               | -                  | -                  | -                  | -           | -           | -           | 6      | 0      |
| Totale carriera         | Totale carriera         | Totale carriera         | 47         | 4          |                 | 5               | 0               |                    | 5                  | 0                  |             | 2           | 0           | 59     | 4      |

## Palmarès

### Club

#### Competizioni nazionali
- Campionato belga: 2

Club Bruges: 2020-2021, 2021-2022
- Supercoppa del Belgio: 2

Club Bruges: 2021, 2022
- Campionato tedesco: 1

Bayer Leverkusen: 2023-2024
- Coppa di Germania: 1

Bayer Leverkusen: 2023-2024